# August Schleicher
August Schleicher (Meiningen, na Turíngia, 19 de fevereiro de 1821 — Jena, 6 de dezembro de 1868) foi um linguista alemão.
Estudou teologia, filosofia e línguas orientais na Universidade de Leipzig e Tübingen, tendo se especializado em linguística na Universidade de Bonn. 
Obteve seu doutoramento em 1846, e passou a lecionar em Praga e, a partir de 1857, em Jena. Em suas aulas, o foco de seus ensinos era a gramática comparativa das línguas indo-europeias. 

## Obras
Sua mais importante obra é a sua gramática comparativa das línguas indo-europeias em 1861-1862 (Compendium der vergleichenden Grammatik der indogermanischen Sprachen), mas também publicou importantes estudos: uma obra sobre a palatização em 1848, e um estudo sobre a morfologia em 1859, além de sua importante teoria evolucionista da relação entre as línguas em 1863. Porém, a maior parte dos seus artigos foram publicados no periódico Beiträge zur vergleichenden Sprachforschung, fundado por Adalbert Kuhn. 